# 細鋸尾鯊
細鋸尾鯊（學名：Galeus gracilis），又稱細蜥鯊，為軟骨魚綱真鯊目猫鲨科鋸尾鯊屬的一個種，由Leonard Compagno和John Stevens在1993年出版的科學雜誌《澳洲博物館記錄》中描述了細鋸尾鯊，他們給它起了一個特殊的綽號gracilis，在拉丁語中意思是“細長的”。分布於西太平洋澳洲北部海域，深度290至470公尺，本魚體修長，頭部短而窄，口鼻部呈圓形，眼睛呈水平橢圓形，並配有瞬膜，每隻眼睛下面都有一條細細的脊，後面有一個微小的氣孔，鼻孔被前面的小三角形皮膚瓣分開，嘴巴呈寬闊的拱形，角落有中等長度的皺紋，牙齒小且排列緊密，上顎牙齒數量為54-57排，下顎牙齒數量為54-62排，有五對鰓縫，第四對和第五對位於胸鰭基部上方。第一個背鰭的尺寸略大於第二個背鰭，並且起源於腹鰭基部的中點。第二背鰭位於臀鰭的最後三分之一上方，背鰭的頂端呈圓形。短而寬的胸鰭大致呈三角形，有圓角，腹鰭和臀鰭基部長、低且有稜角，身體灰色，背鰭下方和尾鰭上有四個深色鞍狀斑紋，口腔內壁呈深灰色，體長可達34公分，棲息在大陸坡，屬肉食性，卵生，生活習性不明。